# Sesquicarbonato de sodio
El sesquicarbonato de sodio (nombre sistemático: dicarbonato de hidrógeno trisódico) Na3H(CO3)2 es una sal doble de bicarbonato de sodio y carbonato de sodio (NaHCO3·Na2CO3) que tiene una estructura cristalina en forma de aguja. Sin embargo, el término también se aplica a una mezcla equimolar de esas dos sales suministrada en forma de polvo con cualquier agua de hidratación que incluya el carbonato de sodio.
El dihidrato, Na3H(CO3)2·2H2O, se presenta en la naturaleza como el mineral evaporítico trona.
Debido a las preocupaciones sobre la toxicidad del bórax que se retiró como producto de limpieza y lavandería, el sesquicarbonato de sodio se vende en la Unión Europea (UE) como "sustituto del bórax". También se conoce como uno de los aditivos alimentarios E500 del número E.

## Usos
El sesquicarbonato de sodio se utiliza en sales de baño, piscinas, como fuente de alcalinidad para el tratamiento del agua y como un producto libre de fosfatos que reemplaza al fosfato trisódico para limpieza intensiva.
El sesquicarbonato de sodio se utiliza en la conservación de objetos de cobre y aleaciones de cobre que se corroen por el contacto con sal (llamada "enfermedad del bronce" por su efecto sobre el bronce). El cloruro de la sal forma cloruro de cobre (I). En presencia de oxígeno y agua, incluso la pequeña cantidad de humedad en la atmósfera, el cloruro cuproso forma cloruro de cobre (II) y ácido clorhídrico, el último de los cuales disuelve el metal y forma más cloruro cuproso en una reacción autosostenida que conduce a la destrucción total del objeto. El tratamiento con sesquicarbonato de sodio elimina los cloruros de cobre (II) de la capa corroída.
También se utiliza como ablandador de agua precipitante, que se combina con minerales de agua dura (minerales) a base de calcio y magnesio) para formar un precipitado insoluble, eliminando estos minerales de dureza del agua.  Es el carbonato el que forma el precipitado, incluyéndose el bicarbonato para moderar la alcalinidad del material.